# Pražské hlaholské zlomky
Pražské hlaholské zlomky jsou fragmenty staroslověnských liturgických textů z 11. století. Byly objeveny německým profesorem historie na Karlově univerzitě Konstantinem von Höflerem v roce 1855, společně s Pavlem Josefem Šafaříkem je o dva roky později (1857) vydal v publikaci Glagolitische Fragmente.
Höflerem byly zlomky nalezeny jako přídeští u kodexu kapitulní knihovny A 60/3 (Svatovítská apokalypsa). Poté byly odděleny a chovány jsou kapitulní knihovně (dnes opatrovaná Archivem Pražského hradu) samostatně pod signaturou N 57.

## Charakteristika památky
Zlomky se zachovaly na dvou pergamenových lístcích, napsaných různými písaři. První z nich (palimpsest) obsahuje část nešporních modliteb s deseti krátkými hymny, tzv. světilnami. Ty patřily k základní básnické formě byzantské hymnologie, nápěv interpret improvizoval, řazeny byly podle svátků, během nichž se četly.
Na druhém lístku je neúplný text velkopátečního officia podle byzantského obřadu, jehož řeckou předlohu identifikoval již P. J. Šafařík. Podle četných bohemismů pak usoudil, že zlomky vznikly na česko-moravsko-panonském území v období let 862–950. Na základě zatím nejdůkladněji zdůvodněného názoru profesora Christiana Hannicka (Bayerische Julius-Maximilians Universität Würzburg) je tato literární památka řazena do oblasti východního ritu, český exilový slavista, profesor Vídeňské univerzity František Václav Mareš dokázal, že archetyp zlomků pochází z cyrilometodějské doby.
Pražské hlaholské zlomky byly s největší pravděpodobností pořízeny pro potřeby Sázavského kláštera (založen 1032, slovanští mniši byli vyhnáni a vystřídáni řeholníky latinského obřadu v roce 1097), v němž se na tehdejším českém území nejdéle udržela staroslověnská liturgie a vzdělanost. Jsou uloženy v knihovně pražské metropolitní kapituly, spolu se staršími Kyjevskými listy jde o dvě unikátní staroslověnské literární památky českého původu, jejichž zbytky se dochovaly v původní podobě.